# Isopyrum manshuricum
Isopyrum manshuricum là một loài thực vật có hoa trong họ Mao lương. Loài này được Kom. mô tả khoa học đầu tiên năm 1926.